# Titscha-Stadion
Das Titscha-Stadion (bulgarisch стадион Тича) ist ein Fußballstadion in der bulgarischen Stadt Warna. Es bietet Platz für 9.200 Zuschauer und ist die Heimspielstätte des Fußballvereins Tscherno More Warna.

## Geschichte
Das Titscha-Stadion in Warna, einer Hafenstadt und Seebad im Osten Bulgariens und nach Sofia und Plowdiw drittgrößte Stadt des Landes, wurde im Jahre 1968 erbaut und noch im gleichen Jahr eröffnet. Der Bau des Stadions wurde von hunderten von Anhängern von Tscherno More Warna durchgeführt. Dieser Verein nutzt das Titscha-Stadion eben seit 1935 als Austragungsort für Heimspiele. Bis heute wurde bis heute viermal bulgarischer Fußballmeister, allerdings gelang keine der Meisterschaften in diesem Stadion, da der bislang letzte nationale Titel aus dem Jahre 1938 datiert. Den nationalen Pokalwettbewerb in Bulgarien konnte man bislang noch nicht gewinnen. Der größte Erfolg in den letzten Jahren von Tscherno More Warna ist die Teilnahme am UEFA-Pokal des Jahres 2008/09, als man nach Siegen über UE Sant Julià aus Andorra und Maccabi Netanja aus Israel erst in der dritten Runde am deutschen Vertreter VfB Stuttgart scheiterte. Die Europapokalspiele fanden jedoch nicht im Titscha-Stadion statt, da dieses nicht für diesen Wettbewerb zugelassen war. Deshalb zog Tscherno More Warna für die UEFA-Pokal-Spiele entweder nach Burgas ins Lasur-Stadion oder nach Sofia ins Wassil-Lewski-Nationalstadion um. Das ist einer der Gründe für den Neubau.
Das Titscha-Stadion in Warna bietet heute Platz für 9.200 Zuschauer. Für die Zukunft ist geplant, ein neues Stadion für Tscherno More Warna zu bauen. Der erste Entwurf mit 30.000 Zuschauerplätze erinnerte an das Rheinenergiestadion in Köln und soll den Namen Warna-Stadion erhalten. Das Vorhaben ist eine Öffentlich-private Partnerschaft. Die Stadt stellt den Baugrund, das Gelände des 1950 eröffnete Juri-Gagarin-Stadions, und das Unternehmen Chemimport, Eigentümer des Clubs Tscherno More Warna, als privater Partner ist für den Bau zuständig. Der Spatenstich für Arena am 12. September 2008 statt. Die neue Spielstätte soll die alte ersetzen, die darauf folgend abgerissen werden soll. Das Projekt geht nur sehr schleppend voran. 2007 begann die Große Rezession und von 2009 bis 2015 war der Bau gestoppt, bevor er richtig begonnen wurde. In der Zwischenzeit wurden die Reste des Stadions abgerissen und Ausgrabungen vorgenommen. Der nahegelegene Trainingsplatz wurde an die Supermarktkette Kaufland verkauft und dort eine Filiale gebaut. Die Pläne für den Stadionbau wurde dann durch die Architekten verkleinert, um die Kosten zu reduzieren. Die 30.000 Plätze wurden auf 22.000 Sitze, bei Bedarf um 6.000 Plätze erweiterbar, reduziert. Das unter dem Stadion geplante Parkhaus mit vier Ebenen wurde auf zwei Ebenen halbiert. Das Hotel sowie Büroräume und Ladengeschäfte wurden reduziert oder ganz gestrichen. Im September 2019 bestand die Baustelle nach elf Jahren Bauzeit aus der unfertigen Haupttribüne und einem Teil des Fundaments für einen weiteren Rang. Die Arbeiten wurden mehrmals unterbrochen und der Fertigstellungstermin Jahr für Jahr weiter verschoben. Es dauerte allein eineinhalb Jahre, bis das Fundament fertig war. Auf der Baustelle werden kaum einmal Arbeiter bei der Arbeit gesehen.